# Maison du Cornet (Vieille Halle aux Blés)
La « Maison du Cornet » (Den Hoorn en néerlandais) est une maison de style baroque située au numéro 31 de la place de la Vieille Halle aux Blés à Bruxelles, en Belgique.

## Localisation
La maison se situe sur le côté ouest de la place de la Vieille Halle aux Blés, à gauche de la « Maison de l'Étoile d'Or » (De Gulde Sterre) et de la « Maison de la Clé d'Or » (Den Gulden Sleutel), classées tout comme elle, et plus ou moins en face de la Fondation Jacques Brel.

## Historique
La place de la Vieille Halle aux Blés est agrandie une première fois en 1681 et une deuxième fois lors de la reconstruction consécutive au bombardement de Bruxelles de 1695 par les troupes françaises du roi Louis XIV.
C'est de cette époque que date la façade de la maison « Den Hoorn », qui affiche le millésime « 1696 »,.
En 1952, l'architecte C. Walch ajoute une vitrine commerciale et déplace la porte dans l'axe du bâtiment.

## Classement
La maison fait l'objet d'un classement au titre des monuments historiques depuis le 30 mai 1976 sous la référence 2043-0054/0 et figure à l'inventaire du patrimoine architectural de la Région de Bruxelles-Capitale sous la référence 31842,.

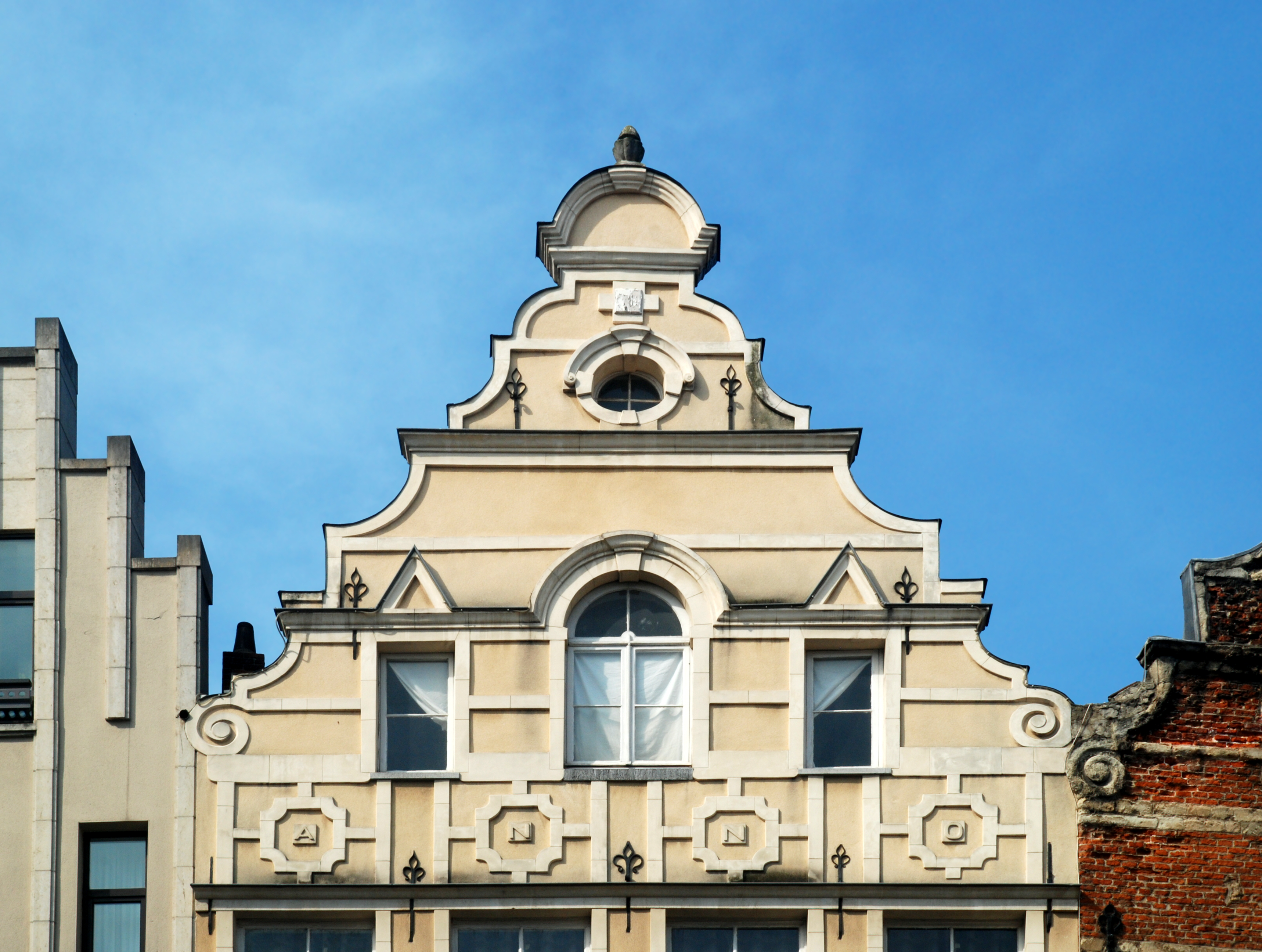
Le pignon.

## Accessibilité
| ___ | Ce site est desservi par la station de métro : Gare Centrale. |